# Típusfaj
A Linné-korabeli elképzelés szerint a típusfaj az a faj, amely egy adott taxon (pl. nemzetség, nem vagy család) „legtipikusabb” vagy legismertebb képviselője. Ilyenkor általában e típusfaj a névadója a magasabb rangú taxonnak, például az uhu (latinul bubo) adta a nevét a Bubo nemnek vagy az ember (latinul Homo) a névadója a Hominidae családnak (hominidák).
Ma már sokan úgy vélik, hogy ez a megítélés erősen szubjektív, hiszen a svéd Linné maga is rendszerint a svédországi fajt (vagy alfajt) látta a „legtipikusabbnak”. Így tehát az uhu (Bubo) génusznak (nemnek) a típusfaja az európai uhu (Bubo bubo), és ennek a típus-alfaja az észak-európai uhu (Bubo bubo bubo). Ez csak annyit jelent, hogy Linné ezt látta az uhu fogalom legtipikusabb megtestesülésének, de e döntéseknek nincsen komolyabb alapjuk, és ma már csak nevezéktani szerepet játszanak.